# Steven Madden
Steven Madden — американская компания, занимающаяся разработкой дизайна и продажей обуви, одежды и аксессуаров. Компании принадлежат бренды Steve Madden, Dolce Vita, Betsey Johnson, Blondo, Greats и ATM, также она имеет лицензию на выпуск обуви и сумок под брендом Anne Klein. Штаб-квартира находится в Лонг-Айленд-Сити (район Нью-Йорка).

## История
Стивен Мэдден родился 23 марта 1958 года в семье владельца текстильной компании. В 1974 году начал работать в обувном магазине и, в свободное время, разрабатывать дизайн обуви. В 1988 году он стал модельером женской обуви в компании M.C.S. Footwear. В 1990 году Стивен Мэдден основал свою компанию по производству обуви. Его модели с характерными массивными каблуками и толстыми подошвами привлекли внимание таких дизайнеров, как Бетси Джонсон и Джилл Стюарт, которые начали использовать их в своих показах мод. В 1993 году был открыт первый фирменный магазин, оборот компании к этому времени достиг 1,38 млн долларов, начался аутсорсинг производства в Бразилию и Мексику. В том же 1993 году компания с помощью брокерского дома Stratton Oakmont провела IPO на бирже NASDAQ, принесшее 5,6 млн долларов.
В 1995 году была поглощена компания Adesso Shoes, а в 1996 году — David Aaron; это увеличило оборот компании Мэддена до 46 млн долларов. С 1997 года компания начала лицензировать свой бренд для производства сумок, очков, бижутерии и других товаров. К этому времени у Steven Madden было 17 магазинов. К 2000 году число магазинов превысило 50, а выручка — 200 млн долларов.
В 2000 году Стивен Мэдден был обвинён в финансовых махинациях: следствие установило, что он приобретал акции компаний, для которых Stratton Oakmont проводил IPO, по заниженной цене. Схожий сговор у Мэддена был и с другим брокерским домом, Monroe Parker Securities. В том же году Мэдден был смещён с поста председателя совета директоров. В 2002 году против него были выдвинуты новые обвинения в мошенничестве, а также в отмывании денег; он был приговорён к 41 месяцу тюремного заключения (освобождён в 2005 году). После оглашения приговора он был смещён и с поста генерального директора, однако остался креативным директором. Отношения Стивена Мэддена и Stratton Oakmont отображены в фильме «Волк с Уолл-стрит».
Без непосредственного участия Мэддена компания продолжала развиваться. К 2005 году у неё только в США более 100 магазинов, ассортимент был существенно расширен. Компания ориентировалась на средний ценовой сегмент, неоднократно против неё подавались иски в связи с копированием моделей более дорогих брендов, включая Alexander McQueen, Stella McCartney и Balenciaga.

## Деятельность

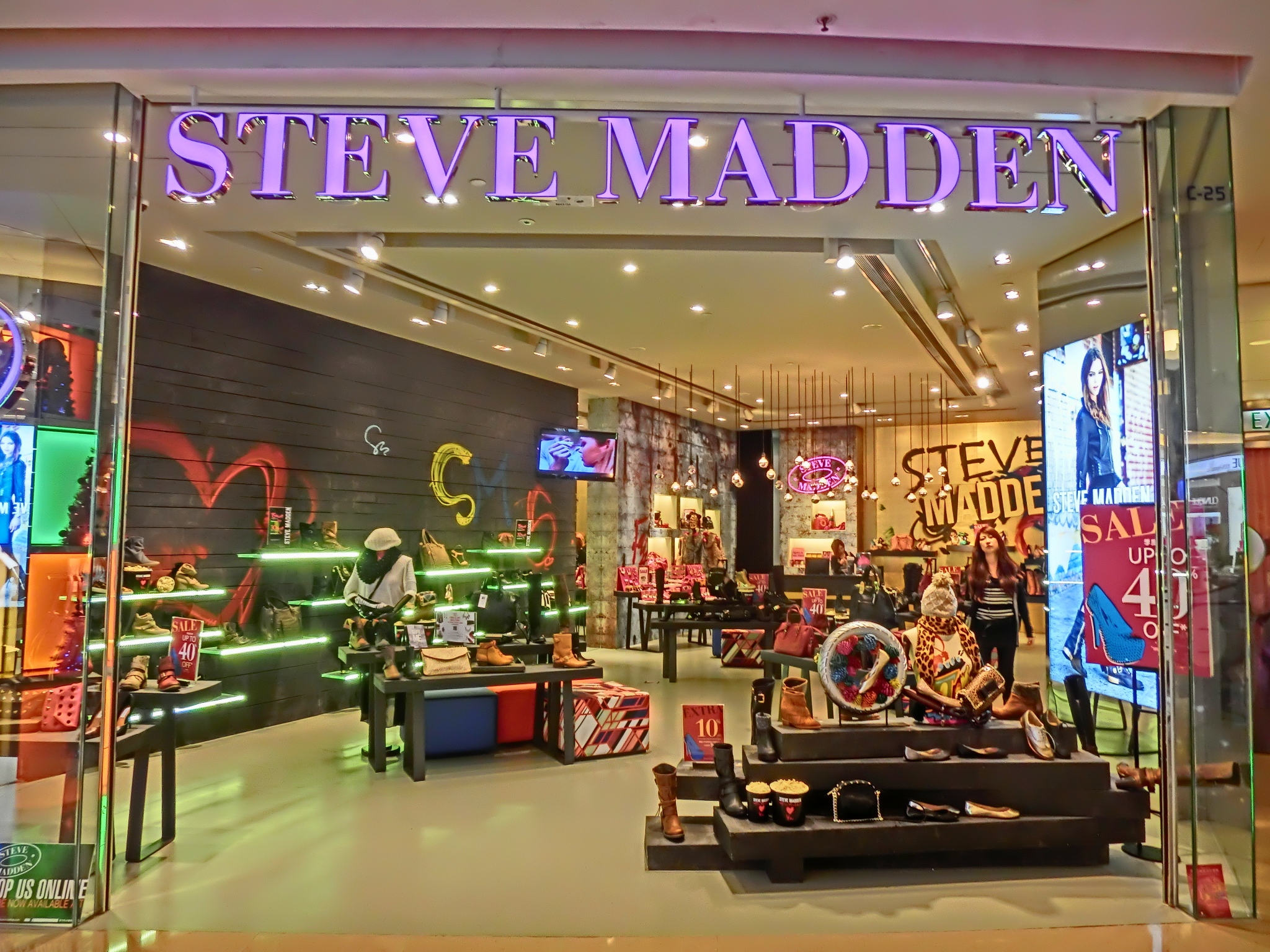
Магазин Steve Madden в Гонконге

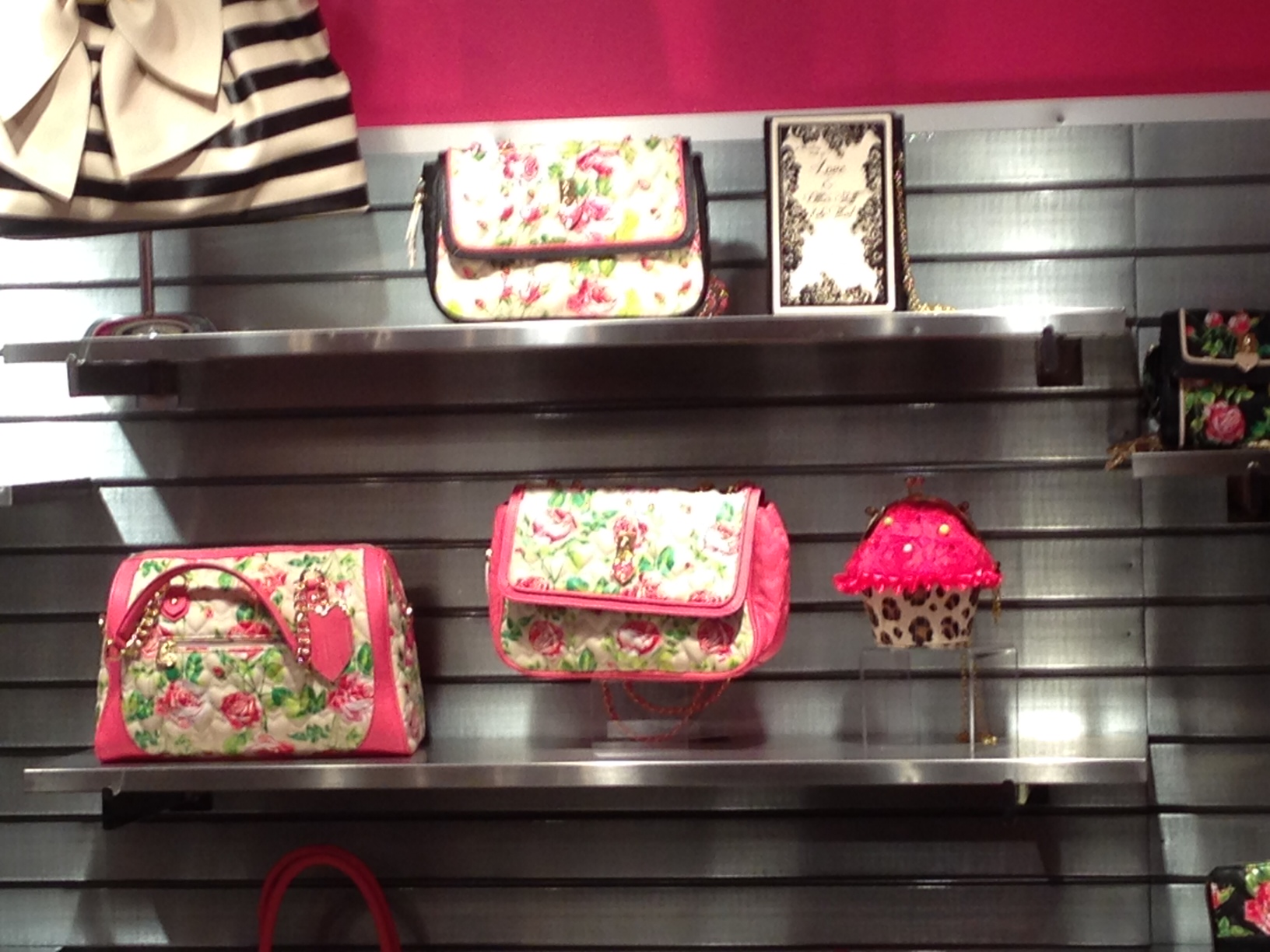
Магазин Betsy Johnson в Нью-Йорке

Подразделения компании по состоянию на 2024 год:
- обувь оптом — оптовая продажа обуви под своими брендами сетям универмагов и обувных магазинов; 46 % выручки;
- галантерея и одежда оптом — оптовая продажа сумок и одежды под своими брендами; 29 % выручки;
- прямые продажи — продажа обуви, одежды и галантереи через собственную розничную сеть, включающую брендовые магазины Steve Madden и Dolce Vita, аутлеты и платформы электронной коммерции; компании принадлежит 291 магазин; 24 % выручки;
- лицензирование — выдача лицензий на выпуск товаров под брендами Steve Madden и Betsey Johnson, включая одежду, аксессуары и товары для дома; 0,5 % выручки.

Всю продукцию изготавливают независимые контрактные производители в Китае (77 % товара), Камбодже, Вьетнаме, Мексике, Бразилии, Индии и других странах. Основные дистрибьюторские центры находятся в Калифорнии, Нью-Джерси и Техасе. Выручка за 2024 год составила 2,28 млрд долларов, из них на США пришлось 1,86 млрд долларов.
Бренды:
- Steve Madden — обувь, галантерея и одежда;
- Dolce Vita — женская обувь и сумки; бренд куплен в 2014 году;
- Betsey Johnson — женская обувь и аксессуары; бренд куплен в октябре 2010 года;
- Blondo — обувь; бренд куплен в январе 2015 года;
- Greats — сникеры; бренд куплен в 2019 году, продан в 2024 году;
- ATM (Anthony Thomas Melillo) — одежда, в основном футболки, сделанные в Перу; бренд основан в 2012 году, куплен в ноябре 2024 года;
- Anne Klein — выпуск обуви и сумок по лицензии, приобретённой в 2019 году у компании WHP Global[англ.].